# HMS Ajax (22)
L'HMS Ajax (Pennant number 22), settima nave da guerra britannica a portare questo nome, è stato un incrociatore leggero della Classe Leander della Royal Navy. Venne impostata nei cantieri Vickers-Armstrong il 7 febbraio 1933, varata il 1º marzo 1934 ed entrò in servizio il 3 giugno 1935.  Divenne famoso soprattutto per aver partecipato il 13 dicembre 1939 alla Battaglia del Rio della Plata nella quale, assieme al gemello Achilles e all'incrociatore pesante Exeter, danneggiò col tiro dei cannoni la corazzata tascabile tedesca Admiral Graf Spee che in seguito fu costretta ad autoaffondarsi al largo di Montevideo, Uruguay.
Successivamente impegnato nel Mediterraneo prese parte alla battaglia di Creta e ai convogli per Malta.

## Servizio

### Anni trenta
Al momento dell'ingresso in servizio l'Ajax venne assegnata all'America e alle Indie occidentali britanniche, venendo però inviata tra luglio e ottobre nel Mediterraneo in seguito alla guerra d'Etiopia e al raffreddarsi dei rapporti col Regno d'Italia. Pochi mesi prima dello scoppio della seconda guerra mondiale venne assegnato alla Divisione sudamericana, dove rimase dopo l'inizio delle ostilità.

### La seconda guerra mondiale

#### 1939-1941
Il 3 settembre 1939 giorno dell'entrata in guerra del Regno Unito, intercettò le navi tedesche Olinda e Carl Fritzen, che si autoaffondarono prima di essere catturate. Per il resto del mese rimase di pattuglia nella zona delle isole Falkland, venendo impiegata dall'inizio del mese di ottobre nella caccia alla corsara tedesca Graf Spee. Il 5 dicembre intercettò insieme alla Cumberland il mercantile tedesco Usskuma, autoaffondato anche questo dall'equipaggio. Il 13 dicembre prese parte alla battaglia del Río de la Plata insieme agli incrociatori Exeter e Achilles, costringendo la Graf Spee a riparare nel porto di Montevideo, dove si sarebbe autoaffondata pochi giorni dopo. Durante il combattimento vennero uccisi sette marinai e rese inutilizzabili le torrette X ed Y. Inoltre una delle ultime salve della Graf Spee fece crollare l'albero di maestra della nave, rendendo inservibile la radio Dopo una breve sosta a Port Stanley per le riparazioni e i rifornimenti, riprese il pattugliamento nella zona.
Il 5 gennaio 1940 salpò diretta a Freetown, in Sierra Leone. Riunitasi poi con la portaerei Ark Royal, l'incrociatore da battaglia Renown e quattro cacciatorpediniere, tornò in patria, giungendo a Plymouth il 31 gennaio per entrare in cantiere. I lavori, comprese l'installazione del radar Type 279 per l'individuazione di aerei nemici e le prove in mare, durarono fino al 21 agosto, giorno in cui l'Ajax salpò diretta nel Mediterraneo aggregata al 7º Squadrone incrociatori.
Venne deciso di non tentare l'attraversamento del canale di Sicilia e quindi la nave, scortando un convoglio di truppe e rifornimenti, giunse ad Alessandria d'Egitto via Città del Capo, Durban e Suez. Giunta a destinazione il 30 settembre, venne subito impiegata nelle missioni di caccia ai convogli di rifornimento italiani diretti in Libia e nella scorta all'Operazione MB 6, un convoglio di rifornimenti diretto a Malta. Nella notte del 12 ottobre, mentre si trovava insieme agli incrociatori Orion, Sydney e York scortati dai cacciatorpediniere Nubian e Mohawk, si scontrò con un gruppo di pattugliamento italiano al largo di Capo Passero. Nell'azione vennero affondate le torpediniere italiane Airone e Ariel mentre il cacciatorpediniere Artigliere venne gravemente danneggiato e successivamente affondato dalla York. La nave venne colpita sette volte sul ponte e nelle attrezzature radar; 13 marinai rimasero uccisi e 35 furono feriti. Il 29 ottobre imbarcò ad Alessandria parte del Reggimento Lancaster e York trasportandolo a Creta, in risposta alle prime fasi della campagna italiana di Grecia. Il 1º novembre, giunta nella baia di Suda, venne fatta oggetto di un attacco aereo che mancò la nave di poco. Di ritorno venne nuovamente attaccata e nuovamente mancata dalle bombe aeree. Il 4 novembre salpò nuovamente per Creta con a bordo il comando della Quattordicesima brigata corazzata, cannoni antiaerei e soldati. Nei giorni seguente al 6 novembre partecipò alla scorta a una serie di convogli in partenza e in arrivo a Malta, denominati Operazione Coat. L'11 partecipò all'operazione Judgement pattugliando le acque al largo di Taranto per proteggere la portaerei Illustrious impegnata con i suoi aerei nel bombardamento del porto. Nella stessa notte intercettò un convoglio italiano di quattro navi, scortato dalla nave ausiliaria Ramb III e dalla torpediniera Fabrizi. Nello scontro tutti i mercantili vennero affondati ma le scorte riuscirono a rompere il contatto.
Il 15 novembre imbarcò truppe ad Alessandria salpando poi per il Pireo insieme agli incrociatori Gloucester, York, Sydney e Orion. Il 23 seguente scortò un convoglio diretto a Creta e la portaerei Eagle impegnata nel bombardamento di Tripoli. Nei primi giorni di dicembre rimase di pattuglia nell'Egeo con compiti di difesa dei convogli. Il 17 dicembre venne impiegata come scorta ai convogli MW5 A e B diretti a Malta e ME5 diretto dall'isola in Egitto. Tornata ad Alessandria il 24 dicembre, rimase in porto fino al 6 gennaio 1941, quando salpò nuovamente per Creta nell'ambito dell'operazione Excess, una serie di convogli diretti a Malta e in Grecia. Tornata in porto il 16 gennaio, vi rimase fino al 31, quando scortò un convoglio diretto al Pireo insieme all'incrociatore Coventry.
Tra il 19 ed il 21 febbraio prese parte ad un convoglio veloce diretto a Malta trasportando soldati per la guarnigione dell'isola. Nelle prime settimane di marzo venne impiegata nelle continue operazioni di rifornimento e trasporto truppe verso Creta e la Grecia continentale. Tra il 27 ed il 28 marzo prese parte alla battaglia di Capo Matapan, aggregata alla Forza B della Mediterranean Fleet. Il 18 aprile fece parte della pesante scorta assegnata al convoglio ME7 proveniente da Malta e alla petroliera Breconshire, diretta invece sull'isola. Dal 24 aprile partecipò invece alle operazioni di evacuazione del personale britannico dalla Grecia verso l'isola di Creta e Alessandria, imbarcando 3.850 uomini il 27 trasferendoli nella baia di Suda. Due giorni dopo ne imbarcò altri 1.700 da Monemvasia, compreso il Comandante della Divisione Neozelandese Bernard Freyberg e il contrammiraglio H. T. Baillie-Grohman.

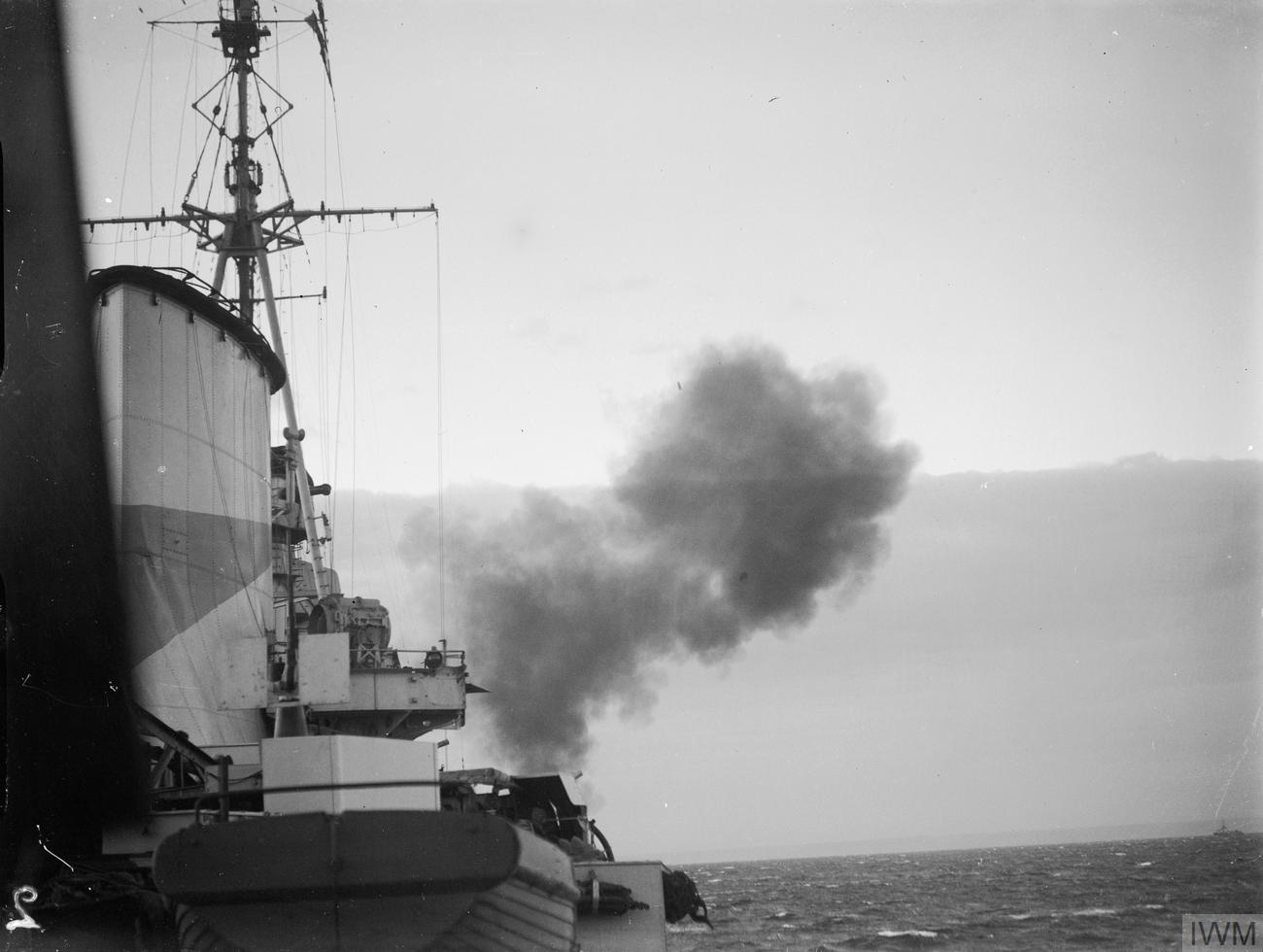
L'Ajax apre il fuoco sulle posizioni nemiche a Bardia il 31 dicembre 1941

Il 6 maggio scortò un ulteriore convoglio diretto a Malta denominato Operazione MD4, venendo inviata il giorno successivo a bombardare l'area di Bengasi insieme a tre cacciatorpediniere. L'8 maggio, di ritorno dalla missione, affondò le navi di rifornimento italiane Tenace e Capitano Cecchi. Il giorno seguente partecipò all'operazione Tiger insieme agli incrociatori Orion, HMAS Perth e Dido e ai cacciatorpediniere della Quinta flottiglia. Dal 19 maggio venne nuovamente dislocata di pattuglia a nord di Creta, venendo danneggiata dall'esplosione di una bomba vicino allo scafo il 21 seguente. Il giorno stesso intercettò insieme ad altre navi un convoglio a nord di affondando dieci caicchi e danneggiando la torpediniera italiana Lupo. Dal 28 maggio partecipò all'evacuazione delle truppe dall'isola durante l'omonima battaglia, venendo leggermente danneggiata il giorno stesso da un attacco aereo. Il giorno seguente venne nuovamente colpita ricevendo delle falle minori nello scafo.
Il 7 giugno 1941 salpò per appoggiare le operazioni in Siria contro la Francia di Vichy. Il giorno successivo venne attaccata dal sottomarino francese Caïman (Cdt Jean Baptiste Abel Golse) senza venire danneggiata. Rimase impiegata nella zona fino al 7 luglio successivo bombardando la zona di Beirut, venendo riassegnata alla flotta per partecipare il 22 luglio all'operazione Substance, un nuovo convoglio di rifornimenti diretto a Malta. Tornata ad Alessandria il 25, rimase in cantiere per tutto il mese di agosto tornando in servizio all'inizio di settembre. Il 20 settembre bombardò le posizioni nemiche a Tobruk insieme agli incrociatori Galatea e HMAS Hobart. Il 26 bombardò invece Bardia. Nel mese di ottobre rimase nuovamente in cantiere tornando in servizio il mese seguente in appoggio alle truppe assediate a Tobruk. Il 17 novembre partecipò ad un'azione di bombardamento nel Golfo di Sollum e nei giorni successivi ebbe come obiettivo la strada tra Bardia e Tobruk. Il 27 novembre salpò per Malta imbarcando munizioni e siluri insieme all'incrociatore Neptune e ai cacciatorpediniere Kimberley e Kingston per formare la Forza K, con il compito di disturbare i convogli di rifornimenti italiani per l'Africa settentrionale. Giunta a destinazione il 29 illesa nonostante un attacco aereo venne subito impiegata nell'intercettazione di convogli nemici. Il 16 dicembre, dopo aver scortato la petroliera Breconshire diretta verso Alessandria venne sottoposta a brevi riparazioni sull'isola. Il 28 dicembre dopo essere tornata in servizio venne attaccata da aerosiluranti italiani, mentre il 31 bombardò nuovamente le posizioni nemiche a Bardia.

#### 1942-1945
Nel gennaio 1942 venne deciso di ritirare la nave dalla zona di operazioni per sottoporla ad importanti lavori di modernizzazione in patria. Il 6 febbraio salpò da Suez per iniziare il lungo viaggio di ritorno attorno all'Africa passando per Freetown il 4 aprile e giungendo a destinazione il 14 seguente. Il 6 giugno entrò in cantiere a Chatham rimanendovi fino ai primi giorni di ottobre.

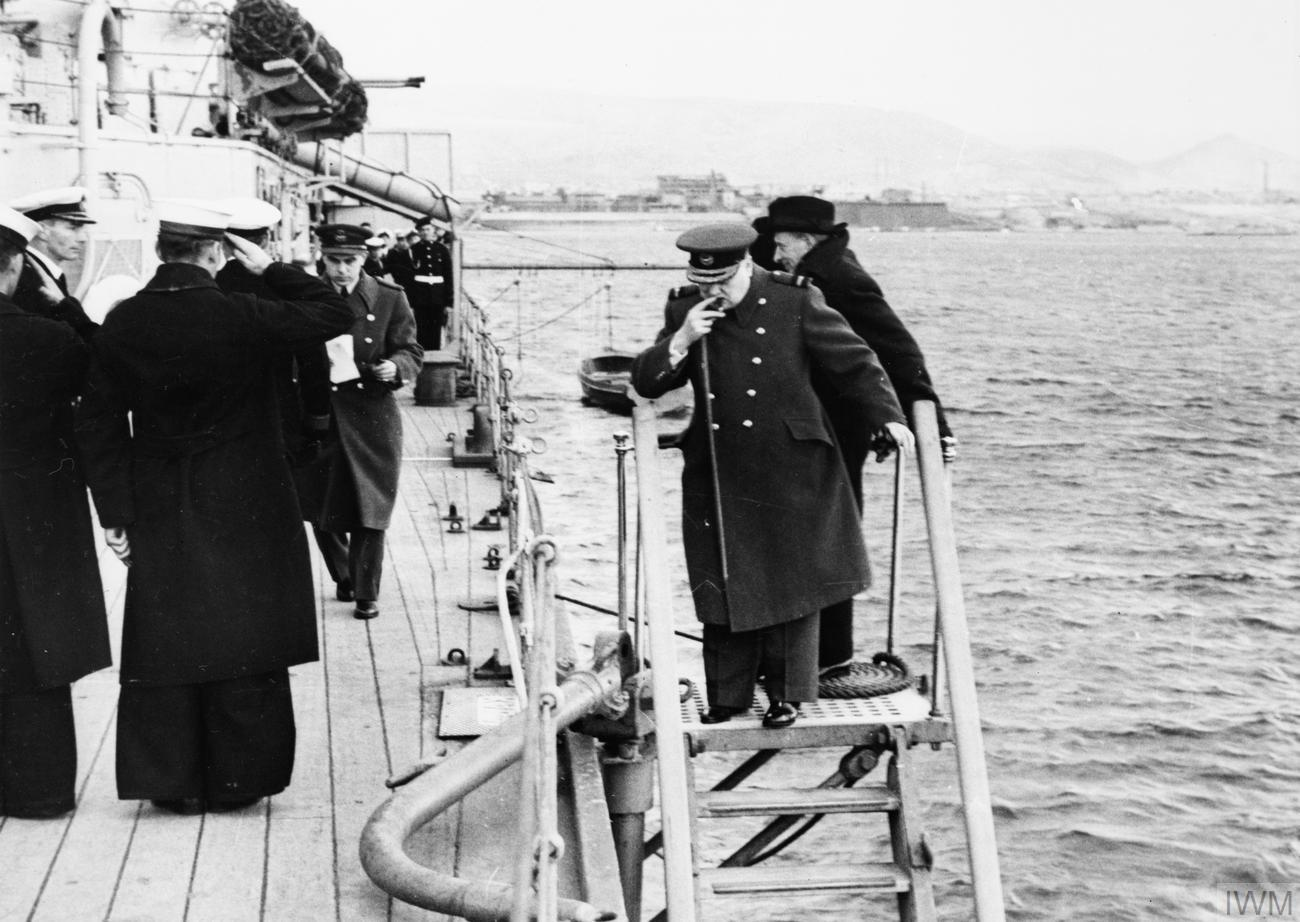
Churchill a bordo dell'Ajax il 28 dicembre 1944

Durante i lavori vennero installati 11 cannoni Oerlikon da 20 mm antiaerei, il radar Type 284 per il controllo dell'armamento principale, il Type 285 per l'armamento antiaereo, il Type 283 per il controllo del fuoco di sbarramento. Venne anche installato il più moderno Type 281 per l'individuazione di aerei nemici e il Type 272 per l'individuazione di navi nemiche. Vennero anche rimosse le attrezzature per l'aereo imbarcato.
Tornata in servizio il 24 ottobre venne assegnata nuovamente al Mediterraneo giungendo ad Annaba, in Algeria il 31 dicembre. Il giorno seguente, 1º gennaio 1943 venne danneggiata gravemente da una bomba lanciata da un aereo che mise fuori uso due sale macchine e ne danneggiò una terza. Il 7 gennaio venne trainata a Gibilterra per ricevere riparazioni temporanee che permettessero il trasferimento presso i cantieri navali di Norfolk, negli Stati Uniti, dove giunse all'inizio di aprile. Dopo le prove in mare in ottobre tornò in patria nei primi giorni di dicembre tornando ufficialmente in servizio nel giorno di natale.
Riassegnata al Mediterraneo giunse ad Algeri il 2 febbraio. L'8 aprile un gruppo di marinai armati della nave soppresse l'ammutinamento in corso sull'incrociatore greco Georgios Averoff e il 2 maggio prese parte ad un bombardamento di Rodi, parte di una più ampia operazione diversiva nell'Egeo. Terminata l'operazione venne richiamata in patria per partecipare al prossimo sbarco in Normandia come parte della Forza di Bombardamento K insieme agli incrociatori Orion, Argonaut e Emerald. Giunta in patria il 31 maggio, salpò dopo 3 giorni e la mattina del 6 giugno, giorno dello sbarco, fu la prima nave ad aprire il fuoco distruggendo le batterie costiere di Longues-sur-Mer. Dal giorno successivo rimase assegnata alla Task Force orientale sparando fino al 22 giugno 2.587 colpi. Tornata in patria per sostituire i cannoni da 152 mm usurati venne designata per appoggiare gli sbarchi alleati nella Francia meridionale, denominati operazione Dragoon, operando durante l'operazione sotto un comando statunitense. Il 15 agosto, giorno dello sbarco, fornì fuoco di supporto nella zona di Yellow Beach sparando 116 colpi. Il 22 agosto venne riassegnata al comando britannico del Mediterraneo.
Nel mese di settembre operò nell'Egeo durante la rioccupazione delle isole greche con compiti di intercettazione dei convogli di evacuazione nemici. Il 19 ottobre accettò la resa della guarnigione tedesca di Santorini. Dal mese di dicembre operò con base al Pireo bombardando anche posizioni dei comunisti greci nella zona. Il 25 dicembre, tornata a Malta, accolse a bordo il Primo Ministro Churchill e Anthony Eden, Ministro degli Esteri, ospitando una serie di incontri preparatori per la conferenza di Jalta.
Nei primi mesi del 1945 rimase in servizio nel Mediterraneo operando anche nell'Adriatico in supporto alle operazioni terrestri in corso trovandosi a Trieste il giorno della fine delle ostilità.

### Nel dopoguerra
In agosto partecipò alle celebrazioni dello sbarco in Francia dell'anno precedente con a bordo in Comandante in Capo della Mediterranean Fleet. Alla fine dell'anno venne sottoposta ad un ciclo di lavori a Malta ed in seguito effettuò una crociera in sudamerica toccando Brasile, Argentina e Uruguay.
Dal 1º aprile 1946 venne assegnata alla 1ª Squadriglia incrociatori della Mediterranean Fleet dove rimase fino al 16 febbraio 1948, giorno in cui venne ritirata dal servizio attivo a Chatham. Dopo un tentativo non andato a buon fine di vendere la nave al Cile la Ajax venne messa in disarmo e demolita a partire dal 18 novembre 1949 presso i cantieri Breaker's di Newport.